# Divisione di Bennelong
La divisione di Bennelong è una divisione elettorale australiana nello stato del Nuovo Galles del Sud. Creata nel 1949, il suo nome è dedicato a Bennelong, un uomo aborigeno in rapporti amichevoli con il primo governatore del Nuovo Galles del Sud, Arthur Phillip. Bennelong si trova nei quartieri della parte nord di Sydney, è sempre appartenuta al partito liberale fino alla vittoria della candidata laburista nel 2007. Il suo membro più conosciuto è John Howard, ex primo ministro australiano che oltre ad aver perso le elezioni del 2007 ha perso appunto anche il suo seggio.

## Deputati
| Deputato    | Deputato       | Partito   | Periodo      |
| ----------- | -------------- | --------- | ------------ |
|             | John Cramer    | Liberale  | 1949–1974    |
| John Howard | 1974–2007      | Liberale  |              |
|             | Maxine McKew   | Laburista | 2007–2010    |
|             | John Alexander | Liberale  | 2010-attuale |